# 라자수야

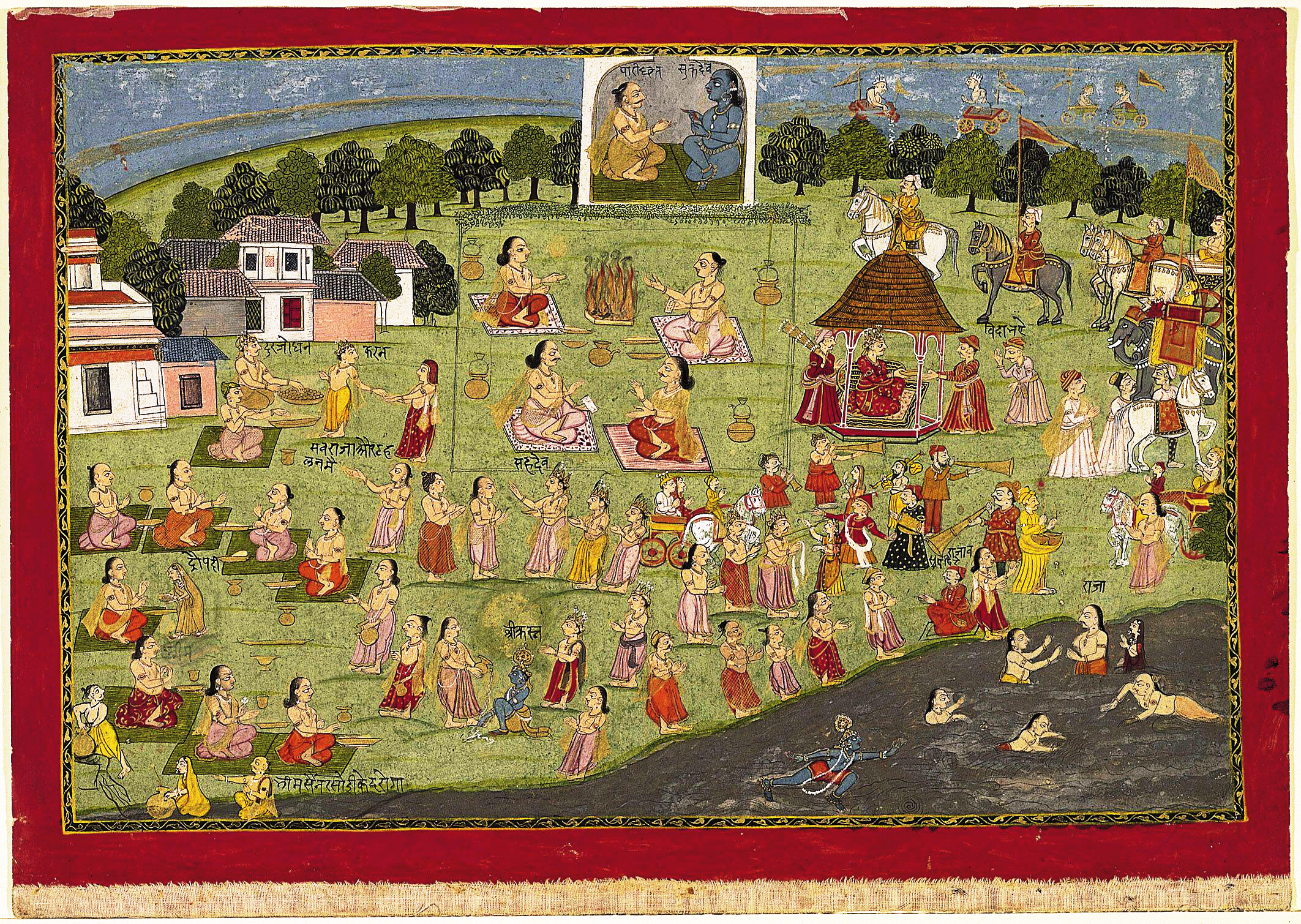
유디슈티라 왕이 라자수야 희생제를 치르는 모습

라자수야(산스크리트어: राजसूय)는 힌두교의 슈라우타 의식으로, 왕의 봉헌식이다.
라자수야는 왕의 봉헌과 관련이 있으며, 왕의 주권을 확립하기 위한 수단으로 규정되어 있다. 아파스탐바 슈라우타 수트라 18.8–25.22를 포함한 타이티리야 문헌집에 기술되어 있으며, 소마 압착, 전차 운전, 왕의 활쏘기, 그리고 짧은 "소도둑질"을 포함한다. 새로 기름부음받은 왕은 친족의 가축을 잡아서 재산의 일부를 그 친족에게 주었다. 아들이 없는 왕 하리시찬드라를 대신하여 바루나에게 희생될 뻔한 소년 슈나흐셰파의 이야기가 있다. 또한 왕이 소를 이기고 아드바류 사제와 함께 주사위 게임을 하거나, 왕이 즉위하고 우주가 재생되는 이야기가 포함된다.
샤타파타 브라마나는 라자수야가 크샤트리야가 왕이 될 수 있는 수단이었고, 브라만에게는 적합하지 않다고 말한다.
역사적으로, 라자수야는 인도아리아 왕들에 의해 거행되었고, 이것은 철기 시대 동안 그들의 왕국의 확장으로 이어졌다. 타밀라캄의 왕들은 스리랑카의 군주들이 참석한 가운데 라자수야를 거행했다. 칼링가의 왕 카라벨라는 자이나교도임에도 불구하고 라자수야를 거행했다고 묘사된다. 사타바하나 왕들 역시 라자수야를 거행했다. 이 제사는 아대륙 전역의 왕들에 의해 행해졌으며, 적어도 비자야나가라 제국 시대까지 남인도에서의 제사 행위에 대한 기록이 남아 있다.

## 같이 보기
- 아슈바메다

## 참고 문헌
- Knipe, David M. (2015), 《Vedic Voices: Intimate Narratives of a Living Andhra Tradition》, Oxford: Oxford University Press